# Домбровице (гмина)
Домброви́це (пол. Dąbrowice) — сельская гмина (волость) в Польше, входит как административная единица в Кутновский повет, Лодзинское воеводство. Население — 2121 человек (2004).

## Сельские округа
1. Аугустополь
2. Бабы
3. Домбровице
4. Лилиополь
5. Марёполь
6. Острувки
7. Витава
8. Згуже
9. Жаковец

## Прочие поселения
1. Бабы-Товажиство
2. Целебужина
3. Дзялы
4. Дзенгост
5. Ивины
6. Лоевка
7. Майданы
8. Пётрово
9. Розополь

## Соседние гмины
1. Гмина Ходеч
2. Гмина Ходув
3. Гмина Кросневице
4. Гмина Нове-Островы
5. Гмина Пшедеч